# María Antonia Sánchez Escalona
Marìa Antonia Sánchez Escalona (Madrid, 1941) es una artista española que ha ejercido su profesión utilizando las técnicas tradicionales de escultura, pintura, dibujo y obra gráfica, siendo la figura humana la base y referente expresivo en sus trabajos. Su obra ha formado parte de relevantes exposiciones.

## Biografía
Estudió pintura en la Escuela Superior de Bellas Artes San Fernando de Madrid, obteniendo el Premio Nacional Fin de Carrera en el año 1966. Durante esos años estudió alternativamente escultura y grabado, posteriormente amplió estudios de grabado en la Facultad De Bellas Artes de París. Becada por la Fundación Juan March, Gobierno francés, Fundación Rodríguez Acosta y Dotación de Arte Castellblanch.
Su obra se ha expuesto en numerosas instituciones públicas y privadas, como la exposición individual de sus esculturas titulada La Mirada actual en el Museo de Bellas Artes de Santander en el año 2022.
Ha participado con la escultura De tierra y fuego en Biodiversidad Virtual, en una plataforma científica y divulgativa basada en el trabajo cooperativo y la participación ciudadana.

## Premios y becas
- 1965- Beca Rodríguez Acosta para paisaje en Granada
- 1966 -Cruz de la Orden de Alfonso X el Sabio.

Beca de pintura del gobierno francés, París.
- 1969 - Beca de grabado de la Fundación Juan March, París.[5]
- 1970 - Beca de la Dotación de Arte Castellblanch. París.

Primer premio de pintura, Molino de Oro de la XXXI Exposición Manchega de Artes Plásticas, Valdepeñas.
Segunda medalla del XIX Salón Nacional del Grabado, Madrid
- 1972 - Primer premio de grabado de la XXIII Exposición de Pintores de África, Madrid.

Primer premio de la I Bienal Nacional de Pintura y Escultura, Málaga.
Segundo premio de pintura «Amigos del Arte», Segovia.
- 1973 - Medalla de Oro del V Salón de Artes Plásticas, Valdepeñas.

Primer premio de grabado en el Concurso Nacional Madrid
- 1974 - Primer Premio de la XX Exposición Internacional de Pintura Femenina, Madrid.
- 1975 - Premio Alcántara de Madrid.
- 1976  Finalista del Gran Premio de Pintura del Círculo de Bellas Artes de Madrid.[6]

## Museos y colecciones
Su obra forma parte de relevantes colecciones como  Museo Nacional de Arte Contemporáneo. Madrid. Museo Nacional de Grabado Contemporáneo. Madrid. Museo de arte Contemporáneo. Málaga. Museo de Bellas Artes de Asturias. Oviedo. Biblioteca Nacional. Madrid. Fondos Artísticos de la Prefectura. París. Gabinete de Grabados de la Biblioteca Nacional.